# Tàngara cendrosa
La tàngara cendrosa (Tangara inornata) és un ocell de la família dels tràupids (Thraupidae).

## Hàbitat i distribució
Habita la selva pluvial, vegetació secundària i bosc obert de les terres baixes de Costa Rica al vessant del Carib, Panamà a ambdues vessants i nord-oest i centre de Colòmbia.